# Carter Cruise

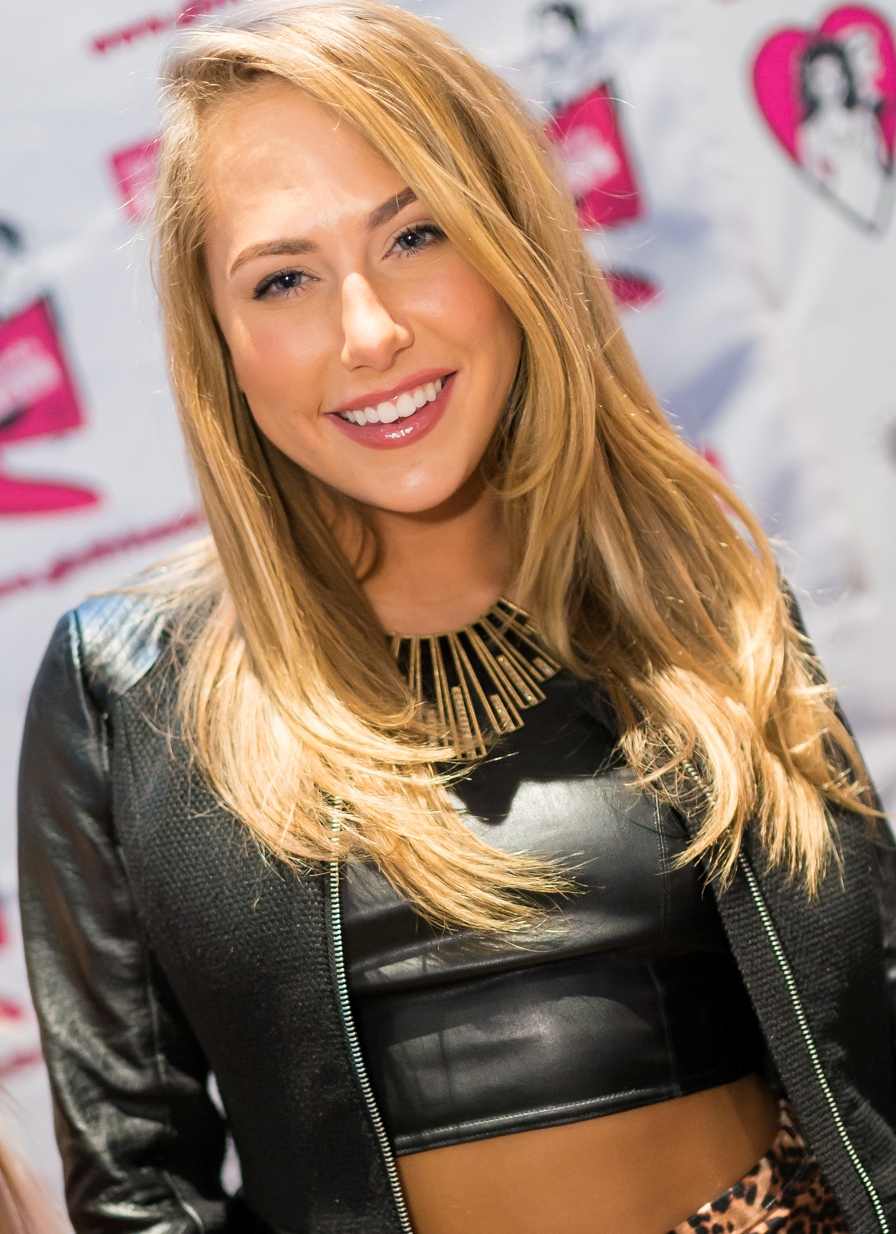
Carter Cruise bei der AVN Adult Entertainment Expo (2015)

Carter Cruise (* 24. April 1991 in Atlanta, Georgia) ist eine US-amerikanische Pornodarstellerin.

## Leben
Cruise wuchs in North Carolina auf. Sie hat indianische und walisische Wurzeln. Im Jahr 2009 begann Cruise, Psychologie und Recht an der East Carolina University (ECU) zu studieren. Im Jahr 2013 verließ sie die Universität, um sich einer Vollzeit-Karriere in der Pornobranche zu widmen. Sie arbeitete zunächst als Erotikmodel und drehte ihre erste Szene in Miami. Cruise zog im März 2014 nach Los Angeles.
Im Juni 2014 unterschrieb Cruise bei der Agentur „Spiegler Girls“. Seitdem hat sie in fast 100 Filmen mitgewirkt. Zu den bekanntesten gehören ihre Rolle der „Mrs. Polito“ in American Hustle XXX von Smash Pictures und ihre Rolle als Stiefschwester in dem Film Cinderella XXX: An Axel Braun Parody. Sie wurde von der Regisseurin für die Hauptrolle in dem mehrfach ausgezeichneten romantischen Pornospielfilm „Second Chances“ gecastet. Sie spielte ebenfalls die Hauptrolle in Supergirl XXX – An Axel Braun Parody. Aufgrund ihrer schauspielerischen Leistungen wird sie von einigen Kritikern als Meryl Streep des Pornos beschrieben. Ihre Leistungen wurden mit dem Gewinn der Kategorie „Best Actress“ sowohl bei den AVN Awards 2015 als auch bei den XBIZ Awards 2015 bestätigt. Neben vielen Lesben-Filmen drehte sie auch Szenen für die Website Reality Kings.
Cruise war Gegenstand einer wöchentlichen Serie von Interview-Beiträgen für die Website „Sex Work“ des Frauenmagazins Cosmopolitan.
Cruise veröffentlichte 2015 den Trap-Titel Dunnit zusammen mit den Produzenten Styles&Complete. Cruise ist mit der Darstellerin Belle Knox befreundet.

## Auszeichnungen

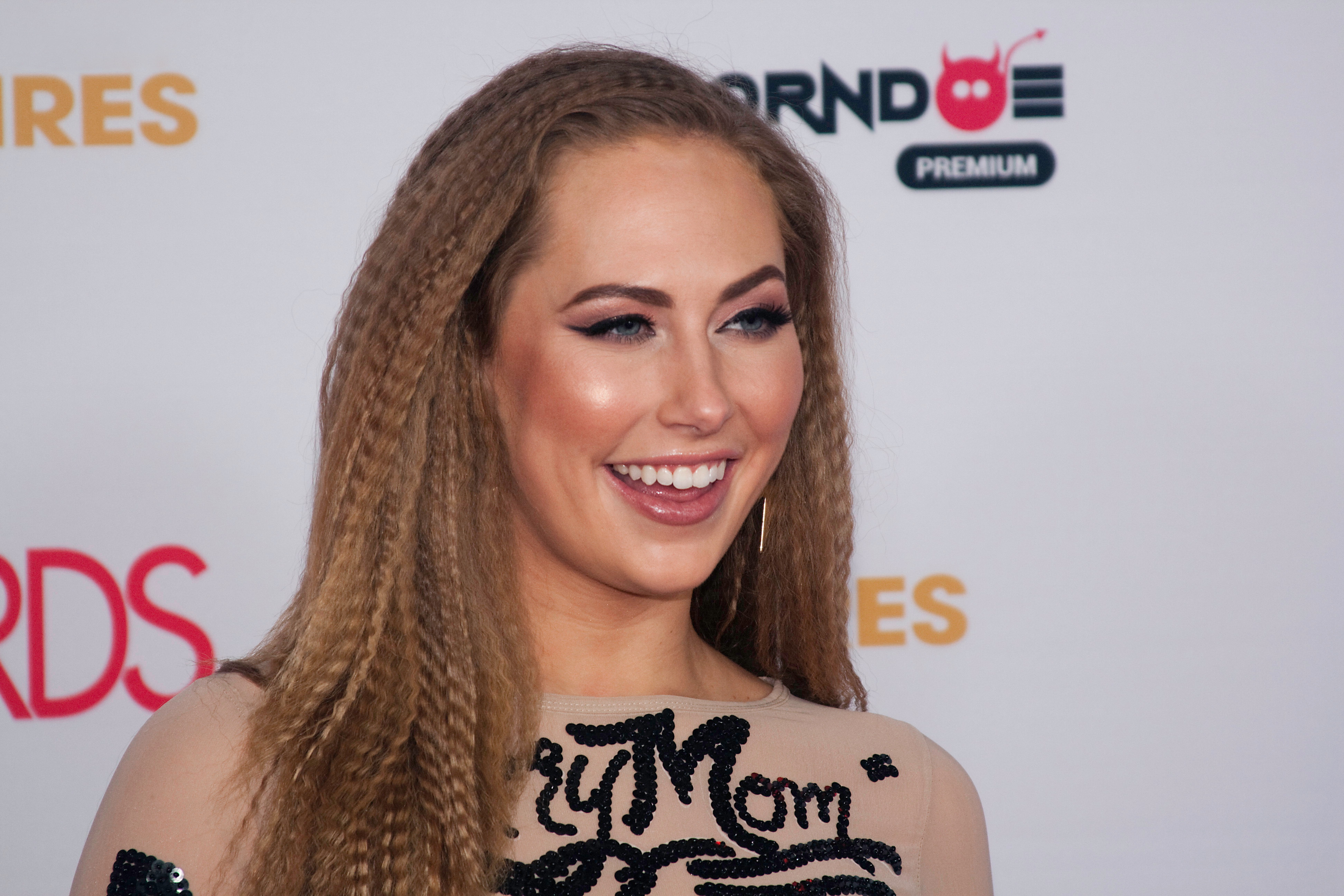
Carter Cruise, AVN Awards 2016

- 2014: NightMoves Award – Best New Starlet (Fan’s Choice)
- 2015: AVN Award – Best Actress (in Second Chances)[1]
- 2015: AVN Award – Best New Starlet[1]
- 2015: XBIZ Award – Best New Starlet[2]
- 2015: XBIZ Award – Best Actress – Feature Movie (in Second Chances)[2]
- 2015: XBIZ Award – Best Actress – All-Girl Release (in Lesbian Vampire Academy)[2]
- 2015: XRCO Award – New Starlet
- 2016: AVN Award – Best Three-Way Sex Scene – B/B/G (zusammen mit Flash Brown & Jason Brown in Obsession)
- 2016: XBIZ Award – Best Scene – All-Girl (in Jessie Loves Girls)

## Filmografie (Auswahl)
- 2014: American Hustle XXX
- 2014: Big Mouthfuls 30
- 2014: Cinderella XXX: An Axel Braun Parody
- 2014: DP Me Vol. 2
- 2014: POV Pervert 17
- 2015: Batman V. Superman XXX: An Axel Braun Parody
- 2015: Slut Puppies 9
- 2016: Supergirl XXX – An Axel Braun Parody
- Pussy Fest (Erste Szene, 2013)
- Faces Covered 4
- Natural Beauties 3
- Tug Jobs 35
- Oil Overload 12
- Sneaky Sex 5
- Anal Perverts 3
- Brandi Loves Girls 2
- Butt Plugged and Whipped
- Footjob Addict 12
- Meet Carter
- Carter Cruise Obsession 1, 2, 3, 4
- Edging Cock Tease POV
- Face Ass Cushion
- Female Masturbation
- Strap Some Boyz 3
- Anal Cuties 1
- First Time Footjobs 2
- Foot Fuckers (II)
- Fuck My Ass Harder
- Girlcore S1 E2: The Go Girls
- Girl on Girl Love
- Girls Gone Wild: Hottest Girls On Girls
- Girlfriends 2, 3
- Girls Kissing Girls 17
- Girls’ Night In
- Make Mistress Cum Again
- My First Cream Pie 4
- Sorority Car Wash
- Strip Dodgeball
- Waiting On Love
- Second Chances (Romance)
- Up Close and Hardcore 7
- Revenge Porn
- Wet Asses 4
- Daddy’s Favorite
- Moms Bang Teens 24
- Creampie Teens 4
- Teens Love Huge Cocks 27
- World Of BangBros: Blowjobs 2